# Doryanthes
Doryanthes je maleni biljni rod iz reda šparogolike, koji se sastoji od dvije vrste koje čine samostalnu porodicu Doryanthaceae. Obje vrste australski su endemi iz Novog Južnog Walesa i Queenslanda. Sukulenti.

## Opis
Doryanthes je gomoljasti rod endemičan za Australiju koji je prvobitno bio klasificiran u porodicu Amaryllidaceae i Agavaceae. Nedavni genetski podaci izdvojili su ga iz porodice Agavaceae i smjestili u vlastitu porodicu Doryanthaceae koja uključuje Doryanthes kao jedini rod i uključuje 2 vrste. Doryanthaceae ima bliske veze s Liliaceae. Listovi su dugački, a cvjetovi na visokoj stabljici su crveni. Biljke su jako dugovječne.
Masovno cvjetanje Doryanthesa u prirodi događa se u godini nakon šumskog požara. Obično prežive šumske požare i rastu s obnovljenom energijom, a uspavane lukovice korijena tada će formirati nove biljke koje će naposljetku proširiti biljku u širinu i stvoriti više cvatova kada nadomjesci sazriju kao pojedinačne biljke. Međutim, u većini grmovnih područja gdje rastu uz cestu oko 30 do 40% cvjeta svake godine. Klijanje sjemena pomaže vatra ili dimna voda.
Aboridžini iz regije Sydneya jeli su pečene cvatove Doryanthesa (ubrane kad su bili visoki između 1 i 2 stope poput šparoga) i pretvarali su zadebljalo gomoljasto korijenje i lukovice u pastu koju su pekli i jeli kao kolač.

## Vrste
1. Doryanthes excelsa Corrêa
2. Doryanthes palmeri W. Hill ex Benth.